# The Wonderful Wizard of Oz (film 1910)
The Wonderful Wizard of Oz – amerykański krótkometrażowy film z 1910 roku w reżyserii Otisa Turnera.

## Obsada
- Bebe Daniels